# アール・ウィーバー
アール・シドニー・ウィーバー（Earl Sidney Weaver, 1930年8月14日 - 2013年1月19日）は、メジャーリーグの監督。アメリカ合衆国ミズーリ州セントルイス出身。ニックネームは「Earl of Baltimore（ボルティモア伯爵）」。
1968年から1982年、及び1985年・1986年の合計17シーズンにわたってボルチモア・オリオールズの監督を務め、地区優勝6回、うち4回リーグ優勝を果たし、1970年にはワールドシリーズを制覇した。1996年にアメリカ野球殿堂入り。

## 経歴
現役選手としてはメジャーに昇格することはなかったが、AAイースタンリーグのエルマイラ・パイオニアーズ監督を経て1968年途中に37歳でボルチモア・オリオールズの監督に就任すると、指揮能力を発揮した。
就任2年目の1969年、この年より東西2地区制を採用したが、ア・リーグ東地区の初代チャンピオンとなり、ア・リーグリーグチャンピオンシップシリーズ(ALCS)でもミネソタ・ツインズに3連勝してワールドシリーズ進出。この年より3年連続で地区優勝・リーグ優勝を果たした。

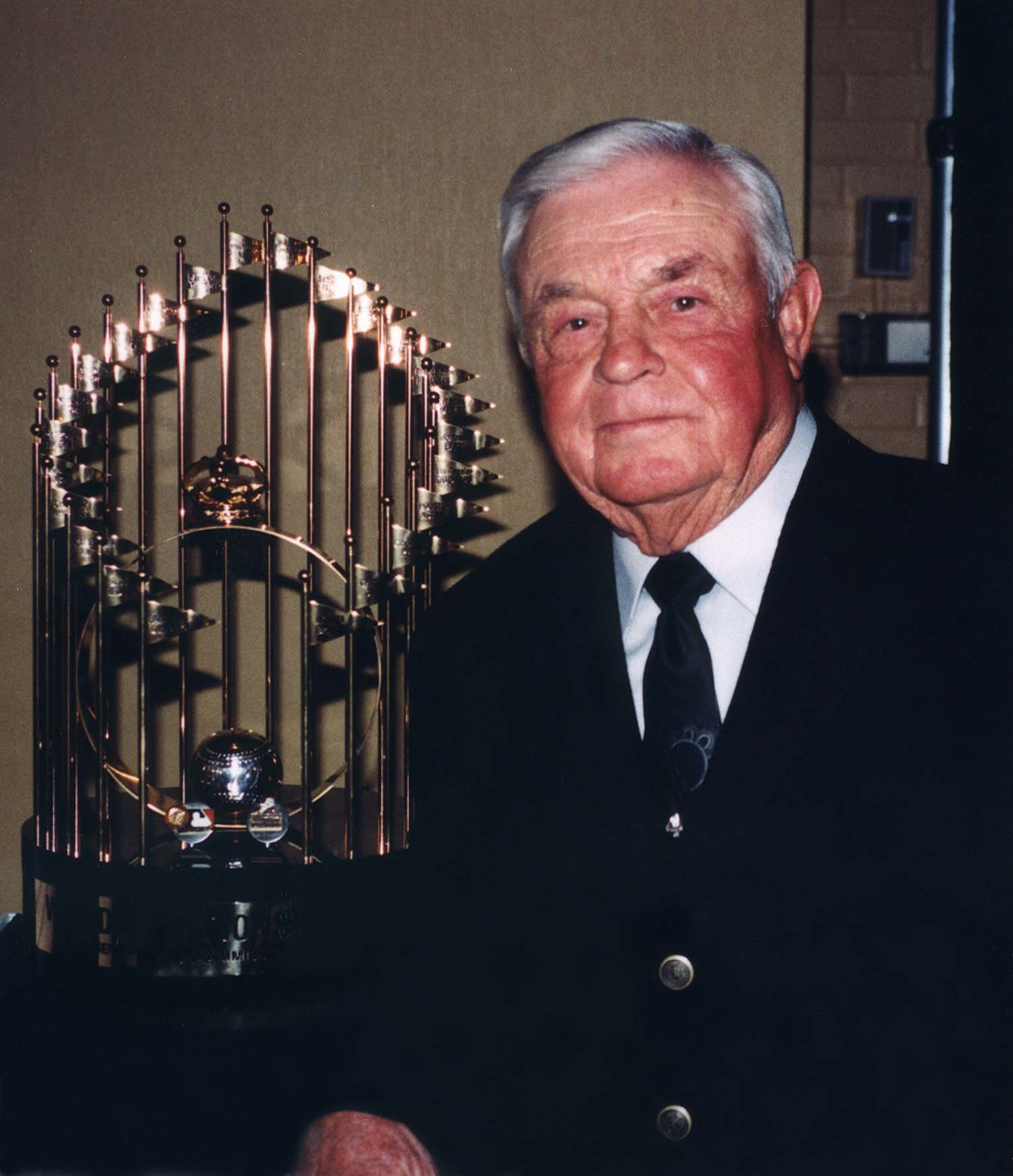
1970年ワールドシリーズ優勝トロフィーと共に

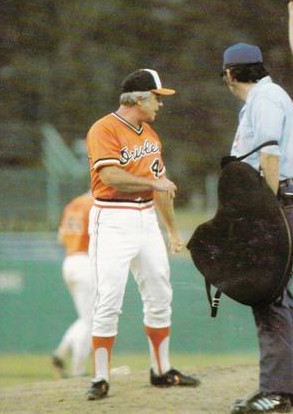
監督として現場に立つウィーバー(1977年)

有利が予想された1969年のワールドシリーズは、ミラクル・メッツと呼ばれたニューヨーク・メッツに敗れたが、1970年のワールドシリーズではシンシナティ・レッズを破りワールドチャンピオンになる。翌1971年もリーグ優勝を果たしたが、1971年のワールドシリーズはピッツバーグ・パイレーツに敗れた。同年秋に、日米野球で単独チームとして来日し、各地で強さを見せつけた。
その後も1973年・1974年に地区優勝するが、いずれもALCSで、当時ワールドシリーズ3連覇を達成中であったオークランド・アスレチックスに敗れる。1979年には前年までワールドシリーズ連覇を続けていたニューヨーク・ヤンキースを破って地区優勝。
ALCSでもカリフォルニア・エンゼルスを破るが、ワールドシリーズでは再びパイレーツに敗れた。

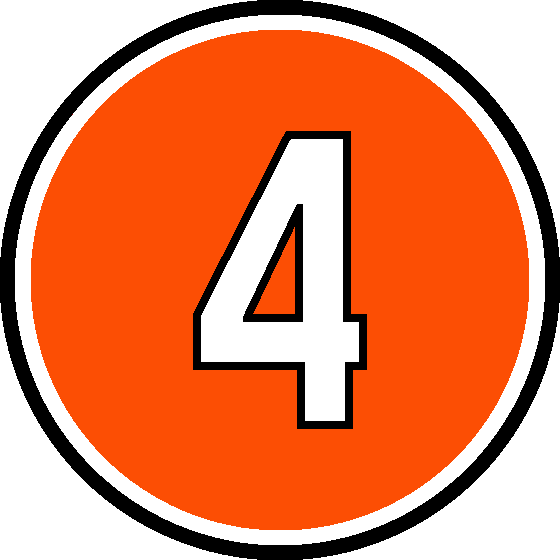
ウィーバーの背番号「4」。
ボルチモア・オリオールズの永久欠番に1982年指定。

1982年限りで一度監督を退任。この時にこれまでの功績を称えられ、ウィーバーの背番号『4』はオリオールズの永久欠番に指定された。
翌1983年よりオリオールズの専属解説者となり、同年後任監督ジョー・アルトベリによってワールドシリーズ優勝を果たすが、その瞬間は解説者として放送ブースに居た。
1985年途中にアルトベリに代わって再度監督に復帰。しかし、翌1986年には17シーズン目で初めて勝率5割を切って地区最下位に終わり、このシーズンを最後に監督を退任。
引退後、1996年にベテランズ委員会の選考によってアメリカ野球殿堂入りを果たした。
2013年1月19日、カリブ海をクルーズ中に心臓発作で急逝する。82歳没。偶然にも、殿堂入りを果たしたスタン・ミュージアルと同日の死去だった。

## 人物
監督としては、戦術的には「ピッチング、守備、3ラン本塁打」を重視し、盗塁、ヒットエンドラン、送りバントをあまり好まなかった。
また、選手の記録統計をとり、相手投手との相性を重視してしばしばメンバー・打順を変えた。1972年のスプリングトレーニングでは初めてスピードガンを本格的に使用して、投手の球速を計測している。またカル・リプケン・ジュニアを三塁手から遊撃手にコンバートしたのもウィーバーである。一方で殿堂入りのエースジム・パーマーとの確執は有名で、たびたび論争を繰り返した。後に「パーマーのおかげでこんな白髪だらけになってしまった」と語っている。
オリオールズの主力選手で名三塁手として知られたブルックス・ロビンソンは「見かけはおよそスマートじゃないが、心の中は実にスマート。我々の気持ちをよくわかってくれる」と評している。また、伊東一雄はウィーバーの風貌を「ミッキー・ルーニーと金太郎サンを足して2で割ったようなもの」と表現しているが、彼によると夫人はロッサナ・ポデスタそっくりの並外れた美人だったという。
判定に猛抗議する監督として知られ、通算退場回数は97回になる。これは現在でもアメリカンリーグ記録である。1969年のワールドシリーズ第4戦では審判の投球判定に文句を付けて退場となり、1910年のフランク・チャンス、1935年のチャーリー・グリムに次いでワールドシリーズで退場処分を受けた史上3人目の監督となった。ただしルールには詳しく、ルールを誤解した抗議は一度もなかったため、アメリカンリーグの審判はウィーバーの抗議には戦々恐々としていた。審判の中でも特にロン・ルチアーノとはたびたび衝突した。ウィーバーは、マイナーリーグ（AAイースタンリーグ）で初めてルチアーノに出会った試合から4戦連続で退場させられている。1968年にウィーバーがメジャーリーグの監督になると、翌年にはルチアーノもメジャーの審判に昇格した。以後メジャーでウィーバーがルチアーノから受けた退場処分は通算8回、その中には1975年8月15日のダブルヘッダーで2試合とも退場させられたものを含む。1978年には、ウィーバー率いるオリオールズの試合にルチアーノが審判として当たらないようアメリカンリーグが調整する事態に至った。ルチアーノは引退後に出版した著書『アンパイアの逆襲-The Umpire Strikes Back-』（文春文庫）で、「審判時代に嫌だった監督・選手のワースト10」を挙げているが、そこには1位から9位までが全てアール・ウィーバー、10位には「アール・ウィーバーの手下のフランク・ロビンソン」と書かれている。ルチアーノは1995年に排ガス自殺した。その報に触れたウィーバーは哀悼の意を述べた。

## 詳細情報

### 年度別成績（監督）
※順位は最終順位。
| 年 度     | チ ｜ ム  | 地 区 | 年 齢 | 試 合 | 勝 利 | 敗 戦 | 勝 率 | 順 位 | 球 団 数 | 備 考      |
| --------- | --------- | ----- | ----- | ----- | ----- | ----- | ----- | ----- | -------- | ---------- |
| 1968      | BAL       | AL    | 37    | 82    | 48    | 34    | .585  | 2     | 10       |            |
| 1969      | BAL       | AL東  | 38    | 162   | 109   | 53    | .673  | 1     | 6        | リーグ優勝 |
| 1970      | BAL       | AL東  | 39    | 162   | 108   | 54    | .667  | 1     | 6        | WS制覇     |
| 1971      | BAL       | AL東  | 40    | 162   | 101   | 57    | .639  | 1     | 6        | リーグ優勝 |
| 1972      | BAL       | AL東  | 41    | 154   | 80    | 74    | .519  | 3     | 6        |            |
| 1973      | BAL       | AL東  | 42    | 162   | 97    | 65    | .599  | 1     | 6        | 地区優勝   |
| 1974      | BAL       | AL東  | 43    | 162   | 91    | 71    | .562  | 1     | 6        | 地区優勝   |
| 1975      | BAL       | AL東  | 44    | 159   | 90    | 69    | .566  | 2     | 6        |            |
| 1976      | BAL       | AL東  | 45    | 162   | 88    | 74    | .543  | 2     | 6        |            |
| 1977      | BAL       | AL東  | 46    | 161   | 97    | 64    | .602  | 2     | 7        |            |
| 1978      | BAL       | AL東  | 47    | 161   | 90    | 71    | .559  | 4     | 7        |            |
| 1979      | BAL       | AL東  | 48    | 159   | 102   | 57    | .642  | 1     | 7        | リーグ優勝 |
| 1980      | BAL       | AL東  | 49    | 162   | 100   | 62    | .617  | 2     | 7        |            |
| 1981      | BAL       | AL東  | 50    | 105   | 59    | 46    | .562  | ※     | ※        |            |
| 1982      | BAL       | AL東  | 51    | 163   | 94    | 68    | .580  | 2     | 7        |            |
| 1985      | BAL       | AL東  | 54    | 105   | 53    | 52    | .505  | 4     | 7        |            |
| 1986      | BAL       | AL東  | 55    | 162   | 73    | 89    | .451  | 7     | 7        |            |
| 通算:17年 | 通算:17年 |       |       | 2,541 | 1,480 | 1,060 | .583  |       |          |            |

- 休養や出場停止処分によって指揮を執っていない試合は除く。
- ※1981年は50日間に及ぶストライキのためシーズンを二分するスプリットシーズン制が採用され、前期2位、後期4位。

## 著書
- Weaver on Strategy